# جوزف رایت جونیور
جوزف رایت جونیور (انگلیسی: Joseph Wright Jr.؛ ۲۸ مارس ۱۹۰۶ – June 7, 1981 (aged 75)) ورزشکار روئینگ اهل کانادا بود.
وی در مسابقات کشوری و بین‌المللی در مجموع برندهٔ ۱ مدال نقره شده‌است.